# Hipposideros diadema
Hipposideros diadema är en fladdermusart som först beskrevs av E. Geoffroy 1813.  Hipposideros diadema ingår i släktet Hipposideros och familjen rundbladnäsor. IUCN kategoriserar arten globalt som livskraftig. Inga underarter finns listade i Catalogue of Life. Wilson & Reeder (2005) skiljer mellan 15 underarter.
Denna fladdermus blir med svans 6 till 10 cm lång och den väger 34 till 50 g. Svansen är vanligen helt gömd i den del av flygmembranen som ligger mellan bakbenen. Hudflikarna vid näsan (bladet) har ungefär formen av en hästsko. Arten öron är påfallande stora och dessutom har hanar en säckformig körtel vid nosen. Sekretet påminner i konsistensen om vax. Hipposideros diadema har huvudsakligen brun päls som är något ljusare vid buken. Vid axlarna förekommer ibland vita punkter.
Arten förekommer i Sydostasien och i den australiska regionen från Thailand och centrala Vietnam till Salomonöarna och till Kap Yorkhalvön (Australien). Den vistas i låglandet och i bergstrakter upp till 1250 meter över havet. Habitatet utgörs av fuktiga skogar, mindre trädansamlingar, trädodlingar och trädgårdar.
Individerna vilar i grottor, i tunnlar eller i trädens håligheter. Några kolonier har flera tusen medlemmar och ofta förekommer blandade kolonier med andra fladdermöss. Hipposideros diadema jagar skalbaggar och andra flygande insekter, vanligen över vattenansamlingar. Honor bildar före ungens födelse egna kolonier som är skilda från hanarna. Per kull föds en unge.
Liksom flera andra fladdermöss använder arten ekolokalisering för att hitta sina byten. Livslängden i naturen ligger mellan fyra och sju år. I fångenskap blev några individer 12 år gamla.

## Bildgalleri

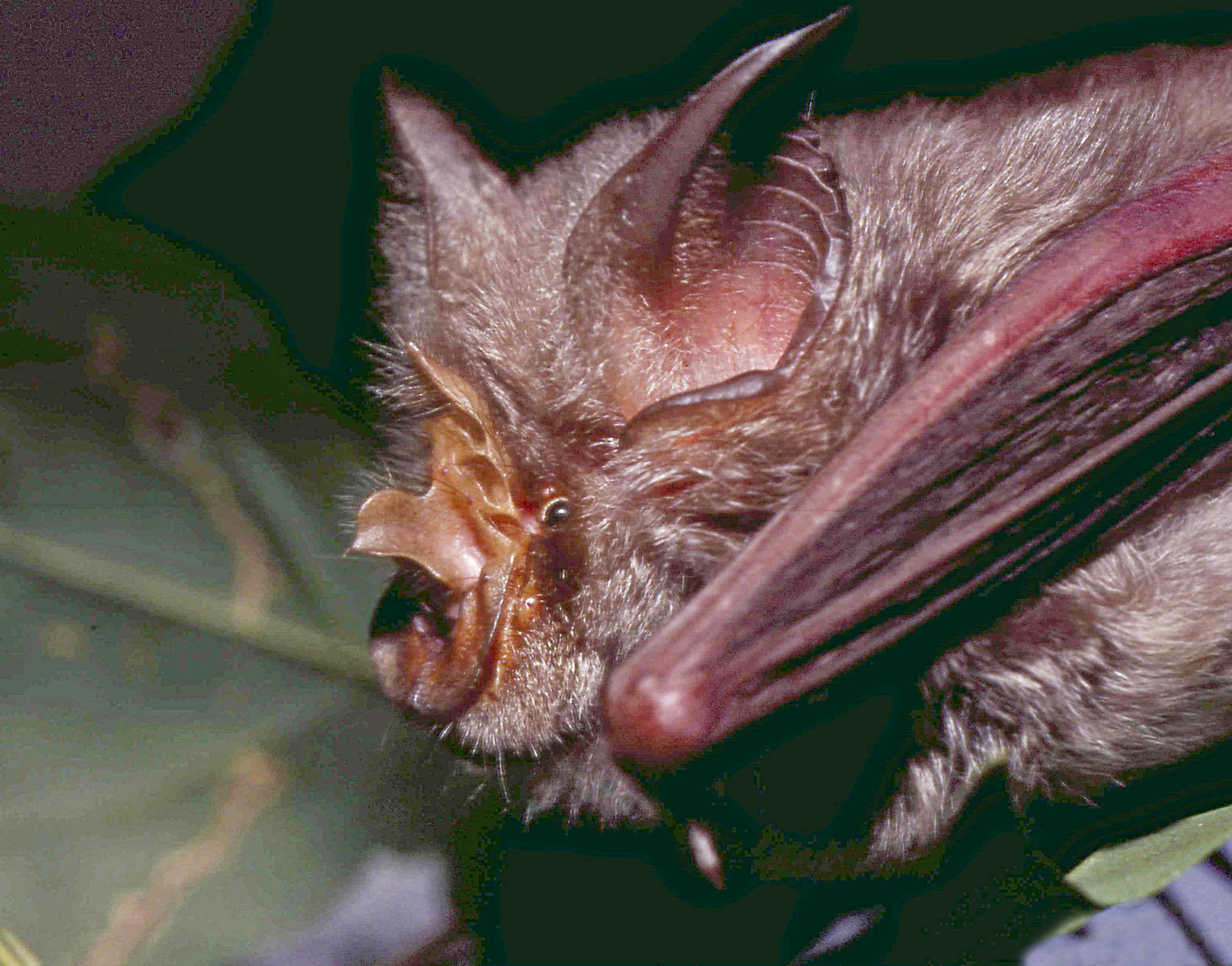